# Dirty Work (1933)
Dirty Work is een korte film van Laurel en Hardy uit 1933.

## Verhaal
Laurel en Hardy zijn schoorsteenvegers bij de waanzinnige professor Noodle. Ze breken de schoorsteen compleet af en weten van de huiskamer één grote met roet gevulde puinhoop te maken waarna de butler hen toebijt: "Somewhere an electric chair is waiting!" Ook het opruimen van de rotzooi gaat niet van een leien dakje: het tapijt wordt vernield en een deel van de troep belandt in Ollies broek. Ten slotte komen ze de uitgelaten professor Noodle tegen die een verjongingselixer heeft uitgevonden en dit op een eend uitprobeert. Dit lukt en Stan en Ollie willen het op een vis uitproberen. Helaas belandt Ollie met de complete fles verjongingselixer in het bad en verandert in zijn verre voorouder (een aap).

## Rolverdeling
| Acteur             | Personage         | Nota       |
| ------------------ | ----------------- | ---------- |
| Stan Laurel        | Stan              |            |
| Oliver Hardy       | Ollie             |            |
| Lucien Littlefield | Professor Noodle  | uncredited |
| Samuel Adams       | Jessup the Butler | uncredited |
| Jiggs              | chimpanzee        |            |